# Rod El-Farag corridor
Rod El-Farag corridor (Arabisch: محور روض الفرج) is een metrostation in de Egyptische hoofdstad Caïro dat op 1 januari 2024 werd geopend. 
Het station werd in 2024 geopend als eindpunt van de noordwest tak van metrolijn 3. Het ligt vlak ten noorden van de gelijknamige autosnelweg (Corridor van de rozenkrans) waar deze de Ard el Lewastraat kruist. Het stationsgebouw ligt aan de oostkant van het spoor en heeft een zijperron. Daarnaast is er een eilandperron dat met twee loopbruggen verbonden is met het stationsgebouw. Door overloopwissels onder de autosnelweg kunnen de metrostellen op alle drie de sporen binnenrijden en/of vertrekken. Ten noorden van het station liggen twee opstelsporen voor de metro.